# Cyclophoroidea
Cyclophoroidea is een superfamilie van weekdieren uit de klasse van de Gastropoda (slakken).

## Families
- Aciculidae Gray, 1850
- Cochlostomatidae Kobelt, 1902
- Craspedopomatidae Kobelt & Möllendorff, 1898
- Cyclophoridae Gray, 1847
- Diplommatinidae Pfeiffer, 1856
- Ferussinidae Wenz, 1923 (1915) †
- Maizaniidae Tielecke, 1940
- Megalomastomatidae Blanford, 1864
- Neocyclotidae Kobelt & Möllendorff, 1897
- Pupinidae L. Pfeiffer, 1853